# Арісона (Гондурас)
Арісона (ісп. Arizona) — муніципалітет в департаменті Атлантида в Гондурасі. Заснований 14 лютого 1990 року. Площа - 568,77 км.
Раніше на місці муніципалітету було село. Назва була отримана, ймовірно, за назвою штату Аризона в США. У 1951 році було отримано статус села. У 1990 році — муніципалітету, у складі якого знаходиться 71 село.
Муніципалітет розташований на рівнині біля берега Карибського моря в басейні річки Ліан. Висота над рівнем моря становить 8 метрів. Межує на півночі з Карибським морем, на півдні з муніципалітетом Йоро, на сході з муніципалітетом Еспарта і на заході з муніципалітетом Тіла. Територію Арісони перетинає автомагістраль, що зв'язує муніципалітети Тіла і Ла-Сейба.
Основна галузь місцевої економіки - сільське господарство. Вирощують зернові культури, африканську пальму, каву, какао, фрукти (банани, цитрусові) і овочі. Розвинене тваринництво (вівці, свині, кролики) і птахівництво.
У Арісоні є заклади охорони здоров'я та освіти. Останній включає 14 дитячих садків, 8 центрів дошкільної освіти, 39 початкових шкіл, 7 молодших середніх шкіл, 5 старших середніх шкіл.
Розвинена інфраструктура. В муніципалітет можна дістатися на автомобільному і залізничному транспорті. Зв'язок представлена телеграфом і поштою. Держава забезпечує місцеве населення електроенергією і відповідає за водопостачання.